# Бугайський трикутник
Бугайський трикутник  - це місцевість (урочище) у вигляді умовного трикутника. Деякі дослідники висувають припущення що в ньому відбуваються містичні явища .
Трикутник розташований в Сумській області на місці колишнього хутора Мала Бугайка.
Лівим вуглом якого є село Холодник, 
правим вуглом є село Бугаївка. Відомо що є свідчення про аномальні явища в хуторі починаючи з 1930х років. Хутір зник приблизно в 1950х роках, а в 1970х на території Хутора вже було оране поле та кладовище, як і сьогодні.
Згідно з розповідями саме через постійні паранормальні явища хутір був покинутий людьми. Дослідники стверджують що на території трикутника погано працюють механізми (годинники, тракторні двигуни). Також є твердження що в трикутнику з'являються привиди, які можуть агресивно ставитися до людей, можуть зникати дрібні речі
.

## Див також
- Холодник (село)
- Бермудський трикутник